# Exitpoll
Een exitpoll of stembuspeiling is een peiling van het stemgedrag van de kiezers tijdens de dag van de verkiezingen zelf. Mensen die hebben gestemd wordt bij de uitgang van het stembureau gevraagd op wie ze hebben gestemd. In dat opzicht verschilt een exitpoll van een gewone opiniepeiling, waarbij gevraagd wordt op welke partij men denkt te gaan stemmen. Exitpolls (ook wel schaduwverkiezingen genoemd) worden regelmatig uitgevoerd omdat ze doorgaans snel en behoorlijk nauwkeurig een voorspelling kunnen geven van de uiteindelijke uitslag van de verkiezingen.
Exitpolls hebben bovendien het grote voordeel dat kiezers rechtstreeks bevraagd kunnen worden naar hun stemgedrag en achtergrond, in tegenstelling tot het stemmen zelf, dat in anonimiteit plaatsvindt. Op die manier kan men sociaal-economische en demografische gegevens in relatie brengen met het stemgedrag en kan men inschatten hoeveel kiezers zijn overgelopen van de ene naar de andere partij. Exitpolls zijn dus onderzoeksmatig een interessant middel om het profiel en het stemgedrag van de kiezers te duiden.
Exitpolls worden ook regelmatig ingeschakeld als een controlemechanisme voor het verloop van politieke verkiezingen. In het geval dat de verkiezingsuitslag erg afwijkt van die van een exitpoll zou dit een indicatie van verkiezingsfraude kunnen zijn. Anderzijds kunnen exitpolls een invloed hebben op het verloop van de verkiezingen indien de uitslag van de exitpolls (te) snel wordt bekendgemaakt. Om die reden is in sommige landen het bekendmaken van de resultaten van exitpolls voor de sluiting van alle stembureaus verboden.

## Eerste exitpoll
Op de vraag wie de exitpoll heeft uitgevonden bestaan verschillende visies. De Nederlandse socioloog, politicus en programmamaker Marcel van Dam liet bij de Tweede Kamerverkiezingen van februari 1967 kiezers die hun stem hadden uitgebracht een formulier invullen met diverse vragen over hun stemgedrag en achtergrond en claimt daarbij zelf de exitpoll te hebben uitgevonden. Warren Mitofsky, een Amerikaanse opiniepeiler, organiseerde een dergelijke peiling voor CBS News bij de gouverneursverkiezingen in de Amerikaanse staat Kentucky in november datzelfde jaar en wordt daarmee door diverse bronnen ook als de grondlegger gezien. Er wordt echter ook aangevoerd dat de eerste stembuspeiling al in de jaren 40 plaatsvond in Denver.